# Piet-Hein Geeris
Piet Hein Willem Geeris  (ur. 29 marca 1972) – holenderski hokeista na trawie. Złoty medalista olimpijski z Sydney.
Zawody w 2000 były jego jedynymi igrzyskami olimpijskimi, Holendrzy triumfowali. W turnieju rozegrał siedem spotkań. W reprezentacji Holandii grał w latach 1993-2004, występując łącznie w 194 spotkaniach i strzelając 29 bramek. Był mistrzem świata w 1998. Grał w szeregu turniejów Champions Trophy, zwyciężając w 2000, 2002 i 2003.